# Friedrich Graf Kleist von Nollendorf
Friedrich Emil Ferdinand Heinrich Graf Kleist von Nollendorf (Berlín, 9 de abril de 1762-Berlín, 17 de febrero de 1823) fue un mariscal de campo prusiano y miembro de la antigua familia junker de los von Kleist.

## Biografía
Kleist entró en el Ejército prusiano en 1778 y sirvió en la Guerra de Sucesión Bávara y en las Guerras revolucionarias francesas. Para 1799, Kleist había sido promovido a mayor y puesto al mando de un batallón de granaderos.
Kleist sirvió en las Guerras Napoleónicas y combatió en Jena. En 1807 se fue en excedencia pero para 1808 fue puesto al mando de una brigada de infantería y al año siguiente fue hecho comandante de la guarnición de Berlín. Durante la Guerra de Liberación (Sexta Coalición) se le dio un cuerpo de ejército y combatió en las batallas de Kulm y Leipzig. En 1814, se le dio el título de Conde de Nollendorf (del nombre alemán de la ciudad checa de Nakléřov) por su decisivo papel en esta batalla.
Después de Leipzig, Kleist bloqueó la fortaleza de Erfurt y a principios de 1814 marchó con sus tropas sobre Francia, donde su cuerpo fue agregado al ejército de Blücher. Después combatió en las batalla de Laon y en el ataque a París. Al final de la guerra Kleist fue ascendido al rango de General de Infantería (General der Infanterie). Durante los Cien Días, a Kleist se le dio el mando de un cuerpo prusiano (el Cuerpo Norte de Alemania) que debía operar de forma independiente del Ejército del Bajo Rin de Blücher; por lo tanto no estuvo envuelto en las batallas de Ligny y Waterloo.
Dos años antes de su muerte fue promovido al rango de mariscal de campo.